# Majestic Vanguard
Majestic Vanguard ist eine Metal-Band aus Schweden, deren Musik musikalisch dem Power Metal angehört. Ihre Texte sind stark von der christlichen Ideologie geprägt, weswegen die Gruppe dem Christlichen Metal zugeordnet werden kann.

## Bandgeschichte
Die Band besteht in wechselnden Zusammenstellungen und unter verschiedenen Namen schon seit Beginn der neunziger Jahre.
1993 als Rockband gegründet, bestand sie bis zum Ausstieg ihres Keyboarders John Lönnmyr 1995. In dieser Zeit entstanden einige Demo-Tapes. Als im Jahr 2003 Peter Sigfridsson als Sänger engagiert wurde, stand einer Neugründung nichts mehr im Wege und so wurde die Melodic-Metal-Band "Divine Disciples" aufgestellt.
Ein 2004 aufgenommenes Demo-Tape führte zur Zusammenarbeit mit dem Label "Rivel Records".
Infolgedessen stieß ein neues Mitglied, der Gitarrist Johan Abelson zur Formation, welche sich in "Majestic Vanguard" umbenannte.
Ihr Debütalbum "Beyond The Moon" entstand im Frühjahr 2005.
Seit Juni 2006 hat Mark Gunnardo vorübergehend die Stelle des Leadsängers übernommen, da Peter Sigfriedsson wegen Stimm-Problemen ausscheiden musste. Seit Ende 2006 ist Peter wieder dabei und seit Mai 2007 gibt es ein neues Bandmitglied. Lars Walfridsson übernimmt denn Basspart und Andreas Andersson der bis dahin am Bass gerockt hat übernimmt die 2. Gitarre.

## Diskografie
- Beyond The Moon (2005)